# John Evan
John Evan, pseudonimo di John Spencer Evans (Blackpool, 28 marzo 1948), è un tastierista britannico.

## Biografia
Fu membro del gruppo storico progressive dei Jethro Tull dal 1970 al 1980 contribuendo alla realizzazione di ben 10 album, oltre all'antologia Living in the Past (album) ed i live Bursting Out e Live at Madison Square Garden 1978.
Fu grazie alla madre insegnante di pianoforte se Evan si avvicinò a questo strumento, ciononostante decise di offrirsi inizialmente come batterista per poter formare la sua prima band chiamata The Blades insieme a Jeffrey Hammond (futuro membro dei Jethro Tull) e ad un certo Hipgrave, un ragazzo più vecchio.
In seguito all'ingresso di nuovi membri (come Ian Anderson e Glenn Cornick) e all'abbandono di Hipgrave, il gruppo fu ribattezzato The John Evan Band. Fu in questa occasione che John Evan decise di eliminare la S dal suo cognome su consiglio di Hammond per il semplice fatto che The John Evan Band suonasse meglio rispetto a The John Evans Band.
Nel 1968 Evan dovette abbandonare la band per i suoi studi e fu così che la stessa fu sciolta. Ciononostante Anderson e Cornick rimasero e da loro nacquero i Jethro Tull di cui Evan tornerà a far parte due anni dopo, nel 1970.
Nel 1980 abbandonerà il gruppo insieme a David Palmer per formare i Tallis con cui ebbe però scarso successo.